# Jonathan Mensah
Jonathan Mensah (Accra, 13 juli 1990) is een Ghanees voetballer die doorgaans speelt als centrale verdediger. In januari 2025 verliet hij voor New England Revolution. Mensah maakte in 2009 zijn debuut in het Ghanees voetbalelftal.

## Clubcarrière
Mensah speelde in Ghana voor Ashanti Gold en in 2008 vertrok hij naar het Zuid-Afrikaanse Free State Stars. Aldaar stond hij onder interesse van onder meer Panathinaikos, maar de verdediger besloot te blijven. In januari 2010 ging hij alsnog in Europa spelen, toen Udinese hem overnam en direct op huurbasis stalde bij Granada. Op 8 juli 2011 ondertekende de Ghanees een vierjarige verbintenis bij de Franse promovendus Évian TG.
In februari 2016 ging hij naar het Russische Anzji Machatsjkala, waar hij tekende voor tweeënhalf jaar. Na een jaar verkaste Mensah naar Columbus Crew, waar hij zijn handtekening zette onder een verbintenis voor de duur van één seizoen. In oktober 2022 werd zijn verbintenis opengebroken en met een jaar verlengd, tot het einde van het kalenderjaar erna. Toch werd hij verkocht in februari 2023, toen San Jose Earthquakes hem aantrok. Een jaar later verkaste hij naar New England Revolution.

## Interlandcarrière
Mensah debuteerde in het Ghanees voetbalelftal op 23 mei 2008. Op die dag werd een vriendschappelijke wedstrijd tegen Australië met 1–0 verloren. De verdediger begon op de bank en viel tien minuten voor tijd in voor Emmanuel Badu. Mensah kwam namens Ghana uit op het WK in Zuid-Afrika, waar hij meespeelde tijdens de duels tegen Australië, Duitsland en de Verenigde Staten.
In november 2022 werd Mensah door bondscoach Otto Addo opgenomen in de voorselectie van Ghana voor het WK 2022. Bij het bekendmaken van de definitieve selectie tien dagen later, was hij een van de afvallers.